# Izumi Shikibu
Izumi Shikibu  (和泉 式部 ?) (forse 976 – 1033 circa) è stata una scrittrice e poetessa giapponese del periodo Heian. Fu una delle Trentasei poetesse immortali (女 房 三 十六 歌仙?, Nyōbō Sanjūrokkasen) e fu insieme a Murasaki Shikibu e Akazome Emon alla corte di Joto Mon'in. È ricordata come una delle più grandi poetesse del suo tempo. È autrice del romanzo Izumi Shikibu Nikki (Diario di Izumi Shikibu).

## Biografia
Izumi Shikibu era figlia di Oe no Masamune, governatore di Echizen; sua madre era figlia di Taira no Yasuhira, governatore di Etchu. All'età di 20 anni fu data in sposa a Tachibana no Michisada, che divenne governatore di Izumi.
Come era norma per le donne del periodo Heian, il suo nome è composto da "Izumi", il feudo (任国?, ningoku) del marito, e la designazione ufficiale del padre, maestro cerimoniere (式部?, shikibu). Sua figlia Koshikibu no Naishi sarebbe in seguito diventata anch'essa poetessa.
Izumi Shikibu accompagnò Michisada nella sua provincia, ma non era a suo agio e preferì tornare nella capitale, dove ebbe un certo numero di relazioni a corte; si crede che anche prima del suo matrimonio con Michisada sia stata la compagna (secondo alcuni la moglie) di un uomo di nome Omotomaru. Sebbene sposata con Michisada, si innamorò follemente del terzo figlio dell'Imperatore Reizei, il Principe Tametaka (977–1002) e la loro relazione divenne pubblica; in conseguenza dello scandalo il marito ottenne il divorzio e il padre la diseredò. Il fatto che Tametaka sia morto dopo essere andato a trovare Shikibu durante un'epidemia non è comprovato ma fa parte della tradizione popolare.
Dopo la morte di Tametaka, fu corteggiata dal Principe Atsumichi (981–1007), fratellastro di Tametaka. Il primo anno della loro relazione è descritto nella sua novella semi-autobiografica Diario di Izumi Shikibu (和泉式部?, Izumi Shikibu Nikki); come molte opere coeve del genere, la narrazione dell'opera è in terza persona, e numerose parti sono romanzate. Si ritiene che i motivi che spinsero Shikibu a scrivere il diario siano da ricercare nella necessità di spiegare la sua relazione al resto della corte; come già con Tametaka, infatti, la relazione era ormai divenuta pubblica, e la moglie di Atsumichi era ritornata alla residenza paterna. Shikibu si trasferì quindi in casa di Atsumichi, e la relazione fu pubblica fino a che Atsumichi morì, nel 1007, a 27 anni.
L'anno seguente, Izumi Shikibu entrò alla corte di Fujiwara no Shoshi, figlia di Fujiwara no Michinaga e moglie dell'Imperatore Ichijo, come "nyōbō" (女房?). Il Diario di Izumi Shikibu fu pubblicato in questo periodo, insieme alla maggior parte dei suoi lavori, contenuti nella Collezione di Izumi Shikibu (和泉式部集?, Izumi Shikibu Shū) e nelle antologie imperiali.
La sua vita densa di amori e passioni spinse Michinaga a soprannominarla Dama Svolazzante (浮かれ女?, Ukarejō). La sua poesia fu caratterizzata da passione e sensualità; il suo stile era l'esatto opposto di quello di Akazome Emon, della quale era molto amica, e più simile a quello di Murasaki Shikibu, con cui ebbe una crescente rivalità, sebbene trascurabile in confronto a quella che Murasaki Shikibu aveva con Sei Shōnagon. Tra gli ammiratori di Izumi Shikibu ci fu Fujiwara no Kinto.
A corte incontrò e sposò Fujiwara no Yasumasa, un ufficiale militare al servizio di Michinaga e molto noto per il suo coraggio, e lasciò la corte per accompagnarlo nel suo feudo di Tango. Si dice che sia vissuta molto a lungo, e che fosse ancora in vita alla morte della figlia Koshikibu no Naishi, ma l'anno esatto è ignoto: l'ultima corrispondenza tra lei e la corte è datata 1033.